# Ermanno Wolf-Ferrari
Ermanno Wolf-Ferrari (narozen jako Ermanno Wolf, 12. ledna 1876, Benátky – 21. ledna 1948, tamtéž) byl italský hudební skladatel a pedagog. Je znám především svými komickými operami jako je např. Il segreto di Susanna (1909). Velké množství svých oper psal na náměty divadelních her Carla Goldoniho.

## Život
Narodil se v Benátkách roku 1876 jako syn italské matky a německého otce. Ferrari bylo matčino dívčí jméno a skladatel si jej přidal ke svému příjmení v roce 1895. Ačkoliv hrál na klavír již v raném věku, hudba pro něj v mládí nebyla to nejdůležitější. Chtěl se stát malířem jako jeho otec. Studoval malířství v Římě a poté pokračoval ještě v Mnichově. Právě v Mnichově se však rozhodl, že se bude intensivněji věnovat hudbě a stal se žákem Josefa Rheinbergera. Zapsal se na mnichovskou konzervatoř a studoval zde kompozici a kontrapunkt. Své první skladby napsal v devadesátých letech 19. století.

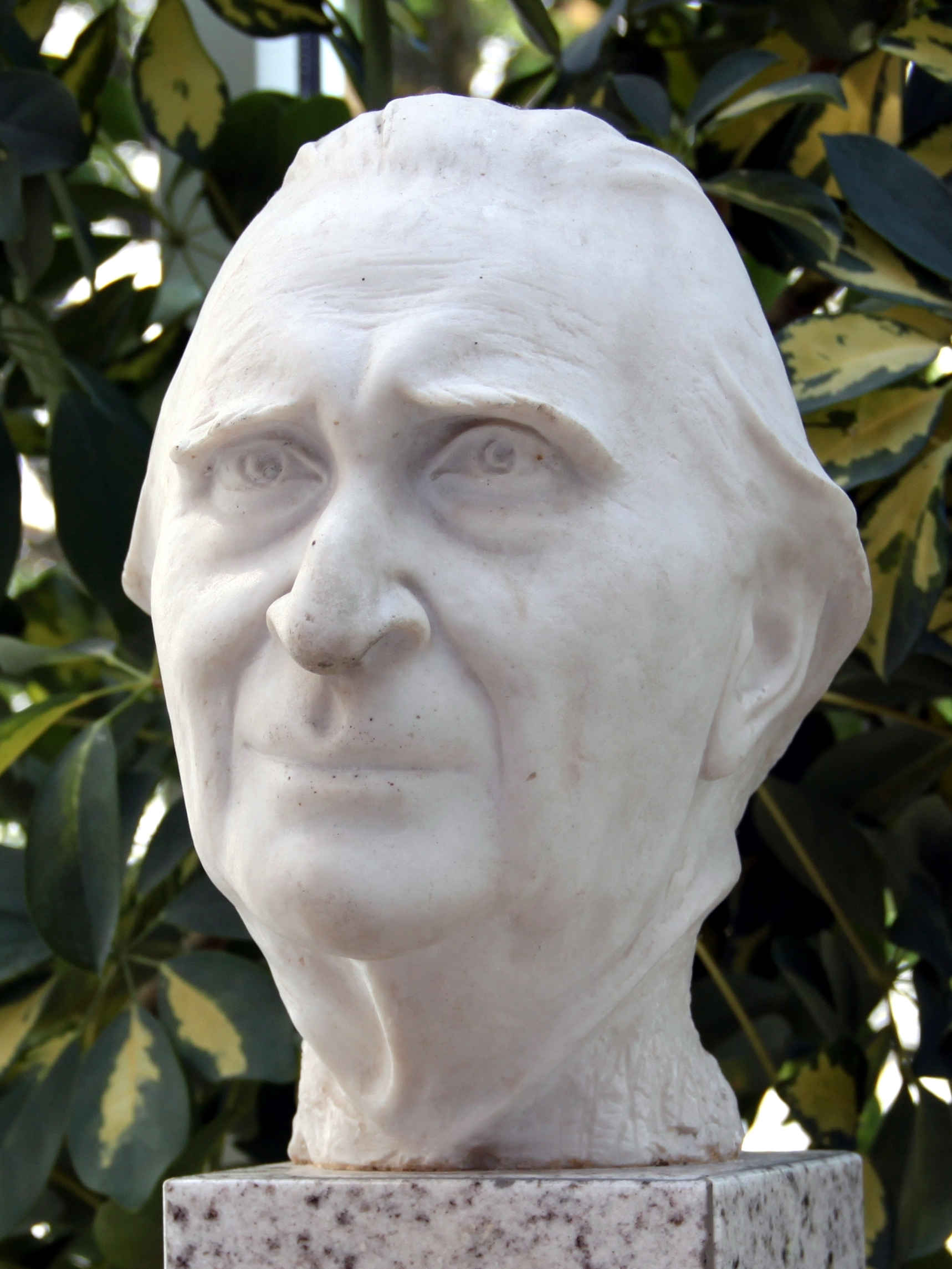
Busta skladatele na jeho domě v Ottobrunnu.

V 19 letech odešel z konzervatoře a vrátil se do Benátek. Přijal místo sbormistra, oženil se a měl syna Federica. Spřátelil se s Verdim a Arrigo Boitou a pilně komponoval. Po dvou neúspěšných pokusech byla konečně v roce 1900 uvedena v Benátkách jeho opera Cenerentola, založená na příběhu pohádky O popelce. Nebyla však příznivě přijata, zato její uvedení v Brémách o dva roky později bylo velmi úspěšné. Skladatel pak raději uváděl své opery nejprve v Německu, aby se pak jako s díly úspěšnými ucházel o přízeň i v Itálii. Mezinárodní slávu mu pak přinesla kantáta La vita nuova. V roce 1902 se stal profesorem skladby a později i ředitelem benátské konzervatoře (Conservatorio di Musica Benedetto Marcello di Venezia).
Za předlohu svých dalších oper si Wolf-Ferrari zvolil divoké a vtipné veselohry benátského dramatika 18. století Carla Goldoniho. Komponoval hudbu sice nikterak objevnou, spíše eklektickou, ale melodickou a veselou, takže každá premiéra se setkávala s mezinárodním úspěchem. Až do vypuknutí 1. světové války patřily Wolf-Ferrariho opery mezi nejhranější ve světovém měřítku.
V roce 1911 vyzkoušel své umění na plnokrevném veristickém příběhu vášně, svatokrádeže a šílenství I gioielli della Madonna. Opera se stala velmi populární a slavila velké úspěchy v Chicagu i v Metropolitní opeře v New Yorku v roce 1926.
1. světová válka byla pro skladatele noční můrou. Do té doby cestoval mezi Benátkami a Mnichovem a nyní byly tyto země ve válce. Uchýlil se do Curychu ve Švýcarsku a komponoval mnohem méně, i když v té době vznikly další komedie jako např. Gli amanti sposi (1916). V poválečné době se u něj objevila jistá melancholie. Jeho opery se stávaly mnohem temnější a citovější. Mezi tyto opery patří např. opera Sly na motiv z Prologu k Shakespearově hře Zkrocení zlé ženy o komickém klaunovi a jeho mučících emocích, které vedou až k sebevraždě.
V roce 1939 se stal profesorem kompozice na Mozarteu v Salcburku. V roce 1946 žil krátkou dobu v Curychu a v posledním období svého života se vrátil do rodných Benátek. Zemřel v Benátkách a je pohřben na benátském ostrově Isola di San Michele.
Přestože patřil mezi nejlepší skladatele komických oper své doby, jsou jeho opery dnes uváděny jen sporadicky. Úspěch inscenace opery Sly ve Washington National Opera v roce 1999 naznačil obnovení zájmu o jeho dílo.

## Dílo

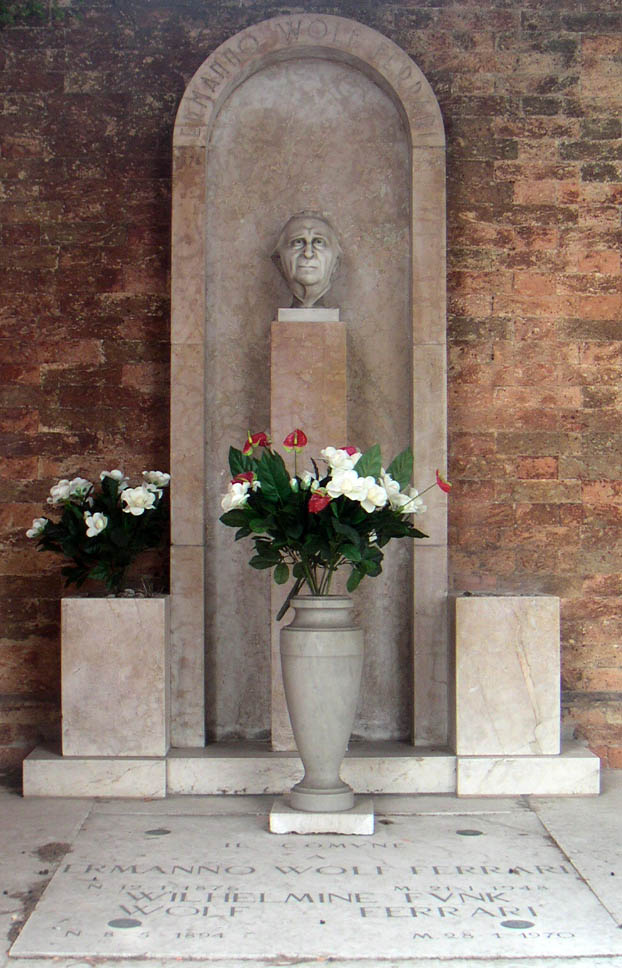
Hrob skladatele na hřbitově ostrova San Michele

### Opery
- Irene, libreto skladatel, neprovedeno
- La Camargo, libreto Maria Pezze-Pascollato podle Alfreda de Musseta, 1897, neprovedeno
- Cenerentola, libreto Maria Pezze-Pascollato podle Charlese Perraulta, 22. února 1900, Benátky, Teatro La Fenice
- Le donne curiose (Die neugierigen Frauen), libreto Luigi Sugana podle Carla Goldoniho, 27. listopadu 1903, Mnichov, Residenz
- I quatro rusteghi (Die vier Grobiane), libreto Luigi Sugana a Giuseppe Pizzolato podle Carla Goldoniho, 19. března 1906, Mnichov, Hoftheater
- Il segreto di Susanna (Susannens Geheimnis), libreto Enrico Golisciani, 4. prosince 1909, Mnichov, Hoftheater
- I gioielli della Madonna (Der Schmuck der Madonna), libreto Enrico Golisciani a Carlo Zangarini, 23. prosince 1911, Berlín, Kurfürstenoper
- L'amore medico (Der Liebhaber als Arzt), libreto Enrico Golisciani podle Molièrovy hry Láska lékařem, 4. prosince 1913, Drážďany, Hoftheater
- Gli amanti sposi, libreto Luigi Sugana, Giuseppe Pizzolato, Enrico Golisciani a Giovacchino Forzano podle hry Carlo Goldoniho Il ventaglio (1765), 19. února 1925, Benátky, Teatro La Fenice
- Das Himmelskleid (La veste di cielo), libreto skladatele podle pohádky "Oslí kůže" Charlese Perraulta, 21. dubna 1927, Mnichov, Nationaltheater
- Sly, libreto Giovacchino Forzano, na motiv z Prologu k Shakespearově hře Zkrocení zlé ženy, 29. prosince 1927, Milan, La Scala* La vedova scaltra, libreto Mario Ghisalberti podle Goldoniho, 5. března 1931, Řím, Teatro Reale dell'Opera
- Il campiello, libreto Mario Ghisalberti podle Goldoniho, 12. února 1936, 	Milán, La Scala
- La dama boba, libreto Mario Ghisalberti podle Lope de Vegy, 1. února 1939, Milán, La Scala
- Gli dei a Tebe (Der Kuckuck in Theben), libreto L. Anderson a Mario Ghisalberti, 4. června 1943, Hanover, Staatsoper

### Orchestrální skladby
- Koncert pro housle a orchestr D-dur, op. 26 Guila Bustabo in ammirazione (1943)
- Idillio-concertino

### Komorní skladby
- Smyčcový sextet c-moll (1894/95, také jako smyčcové trio)
- Sonáta č. 1 pro housle a klavír g-moll, op. 1 (1895)
- Sonáta č. 2 pro housle a klavír a-moll, op. 10 (1901)
- Sonáta č. 3 pro housle a klavír E-dur, op. 27 (1943)
- Sonáta pro violoncello a klavír G-dur, op. 30 (1945)
- Duo g-moll pro housle a violoncello, op. 33b (1946)
- Duo, "Introduzione e Balletto", pro housle a violoncello, op. 35 (1948)
- Smyčcové trio b-moll (1894)
- Smyčcové trio a-moll, op. 32 (1945)
- Smyčcový kvartet e-moll, op. 23 (1940)
- Smyčcový kvintet C-dur, op. 24 (1942)
- Klavírní trio č. 1 D-dur, op. 5 (1898)
- Klavírní trio č. 2 Fis-dur, op. 7 (1900)
- Klavírní trio "Sonáta" F-dur pro dvoje housle a klavír, op. 25 (1943)
- Klavírní kvintet Des-dur, op. 6 (1901)

### Sbory
- 8 sborů (1898)
- La sulamite. Canto biblico pro sóla sbor a orchestr op. 2 (1898)
- Talitha Kumi (Die Tochter des Jairus). Oratorium pro tenor dva barytony, sbor a orchestr op. 3 (1900)
- La vita nuova. Kantáta pro soprán, baryton, sbor a orchestr op. 9 (1901)
- La passione op. 21 (1939; také úprava pro zpěv a klavír)